# Mario Romancini
Mario Klabin Xavier Romancini (né le 15 décembre 1987 à Telêmaco Borba au Brésil), est un pilote automobile brésilien.

Il a roulé pour l'équipe du Conquest Racing en 2010, dans le championnat IndyCar Series.

## Biographie

### Débuts
Il commence sa carrière en 2006, en participant au championnat de Formule Renault 2.0 brésilien. Il réussit à décrocher 1 victoire et à terminer à la 5e place du classement.

L'année suivante, il continue sur sa lancée, cette fois en Formule 3 sudaméricaine, en obtenant 2 succès et une place de 2e au général.

Il part ensuite pour l'Europe en World Series by Renault mais ne connait pas la même réussite, n'inscrivant que 3 points en 13 courses.

### Indy Lights

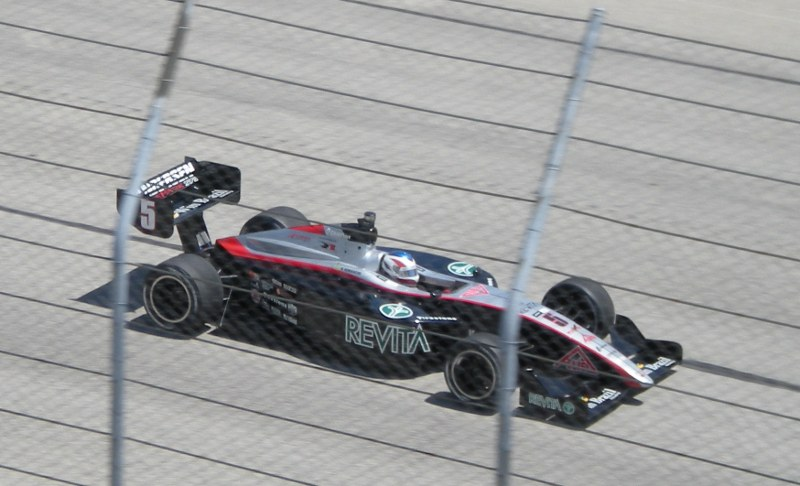
Mario Romancini décroche la victoire au Milwaukee Mile en 2009 en Indy Lights

En 2009, il part aux États-Unis et s'engage en Indy Lights. Il roule pour le Rahal Letterman Racing et le Andersen Racing (en) et participe aux 15 épreuves du calendrier.

Avec 2 victoires à la clef, à Milwaukee et Miami, il parvient à relancer sa carrière et termine à la 6e place du classement général.

### IndyCar Series
Son année en Indy Lights lui a été bénéfique, ce qui lui permet de rejoindre l'IndyCar Series en 2010, au sein du Conquest Racing.

Dans un premier temps seul pilote de l'équipe, il voit arriver Bertrand Baguette en tant que nouveau coéquipier dès la 3e course de la saison en Alabama.

Sa saison est marquée par le titre de meilleur rookie des 500 miles d'Indianapolis, où il franchit la ligne d'arrivée à la 13e place.

## Résultats aux500 milesd'Indianapolis
| Année | Châssis | Moteur | Départ | Arrivée | Équipe          |
| ----- | ------- | ------ | ------ | ------- | --------------- |
| 2010  | Dallara | Honda  | 27     | 13      | Conquest Racing |

## references
1. ↑   Proclamas de Casamentos, Cartório de Registro Civil - 28º Subdistrito - Jardim Paulista